# What's Eating Gilbert Grape
What's Eating Gilbert Grape (bra: Gilbert Grape - Aprendiz de Sonhador; prt: Gilbert Grape) é um filme estadunidense de 1993, do gênero drama cômico-romântico, dirigido por Lasse Hallstrom, com roteiro de Peter Hedges baseado em seu romance homônimo.

## Prêmios e indicações
| Prêmio                | Categoria               | Recipiente        | Resultado |
| --------------------- | ----------------------- | ----------------- | --------- |
| Globo de Ouro de 1993 | Melhor ator coadjuvante | Leonardo DiCaprio | Indicado  |
| Oscar 1994            | Melhor ator coadjuvante | Leonardo DiCaprio | Indicado  |

## Elenco
- Johnny Depp .... Gilbert Grape
- Leonardo DiCaprio .... Arnie Grape
- Juliette Lewis .... Becky
- Mary Steenburgen .... Betty Carver
- Darlene Cates .... Bonnie Grape
- Laura Harrington .... Amy Grape
- Mary Kate Schellhardt .... Ellen Grape
- Kevin Tighe .... Ken Carver
- John C. Reilly .... Tucker Van Dyke
- Crispin Glover .... Bobby McBurney

## Sinopse
Gilbert Grape é um adolescente que mora numa pequena cidade do interior e sustenta a família desde a morte do pai. A família é composta por duas irmãs excêntricas, o irmão autista e a mãe com obesidade, que come compulsivamente desde a morte do marido. Porém, a chegada de Becky, jovem forasteira, modifica a vida de Gilbert.